# Hans Schwarzkopf
Hans Richard Oskar Franz Schwarzkopf (* 9. Juli 1873 in Danzig; † 12. Februar 1921 in Berlin) war ein deutscher Chemiker, Unternehmer und Erfinder. Die Marke Schwarzkopf geht auf ihn zurück.

## Leben
Hans Schwarzkopf studierte Chemie und eröffnete im Jahr 1898 an der Passauer Straße in Berlin-Charlottenburg eine „Farben-, Drogen- und Parfümeriehandlung“.
Eine Kundin hatte im Vereinigten Königreich ein Haarwaschmittel in Pulverform kennengelernt und wünschte, dass er es ihr bestelle. Schwarzkopf vertröstete sie mehrmals, bis sie irgendwann nicht mehr erschien. Er kam auf die Idee, selbst ein solches Produkt zu entwickeln. Nach mehrjähriger Entwicklungsarbeit brachte Schwarzkopf im Jahr 1904 ein Shampoo in Pulverform auf den Markt. Es kostete pro Tüte (für eine Behandlung) 20 Pfennige, wurde in Wasser aufgelöst und erwies sich in der Bequemlichkeit allen damals erhältlichen Haarwaschseifen als überlegen. Das „Shampoon mit dem schwarzen Kopf“ wurde zum ersten haarkosmetischen Markenartikel in Deutschland. Aufgrund des Erfolges gab Schwarzkopf noch im selben Jahr seine Drogerie auf und konzentrierte sich auf die Produktion und Vermarktung.
Nach dem Tod von Hans Schwarzkopf übernahm dessen Ehefrau Martha Schwarzkopf geb. Liesenberg (1875–1957) die Führung des Unternehmens und leitete es bis 1935, um es dann ihren drei Söhnen zu übergeben. Offen für Innovationen gründete sie 1927 das „Schwarzkopf Haarforschungszentrum“. Im selben Jahr entwickelte das Unternehmen das erste flüssige Haarwaschmittel.